# Retrait du gouvernement de la république de Chine à Taïwan
 (février 2025).
Le contenu est difficilement compréhensible vu les erreurs de traduction, qui sont peut-être dues à l'utilisation d'un logiciel de traduction automatique.
À la suite de la guerre civile chinoise opposant nationalistes et communistes, le gouvernement nationaliste de la république de Chine (ROC) le 7 décembre 1949, ainsi que de nombreux réfugiés, se retirèrent sur l'île de Taïwan (Formose). Cet exode est parfois appelé la Grande Retraite à par le gouvernement de Taïwan. Le parti nationaliste Kuomintang (KMT), ses officiers et environ 2 millions de soldats de l'Armée de la république de Chine ont pris part à la retraite, en plus de nombreux civils et réfugiés. L'avancée de l'Armée populaire de libération (APL) du Parti communiste chinois (PCC) entrainant la fuite d'une partie de la population. Le PCC, qui contrôlait désormais effectivement la majeure partie de la Chine continentale, revendiquait aussi l'île de Taïwan.
La plupart des troupes de la ROC ont fui vers Taïwan depuis les provinces du sud de la Chine, en particulier la province du Sichuan, où s'est déroulée la dernière résistance de l'armée nationaliste. La fuite vers Taïwan a eu lieu quatre mois après que Mao Zedong ait proclamé la fondation de la république populaire de Chine (RPC) à Pékin le 1er octobre 1949. L'île de Taïwan est restée une partie du Japon pendant l'occupation jusqu'à ce que le Japon mette fin à ses revendications territoriales par le traité de San Francisco, entré en vigueur en 1952. Parallèlement, certaines troupes nationaliste stationnées au Yunnan ont également fui vers la Birmanie, où l'insurrection a duré jusqu'en 1961 .
Après la retraite, les dirigeants de la république de Chine, notamment le « généralissime » et le président Tchang Kaï-chek, prévoyaient de reconquérir le continent. Ce plan, qui n'a jamais vu le jour, était connu sous le nom de « Projet Gloire nationale » et constituait la priorité absolue de la nouvelle république de Chine à Taïwan. Les deux pouvoirs Chinois n’ont pas abandonné la politique de recours à la force pour la réunification, et cela, jusqu’à des échanges directs entre les deux rives du détroit de Taiwan dans les années 1990.

## Contexte

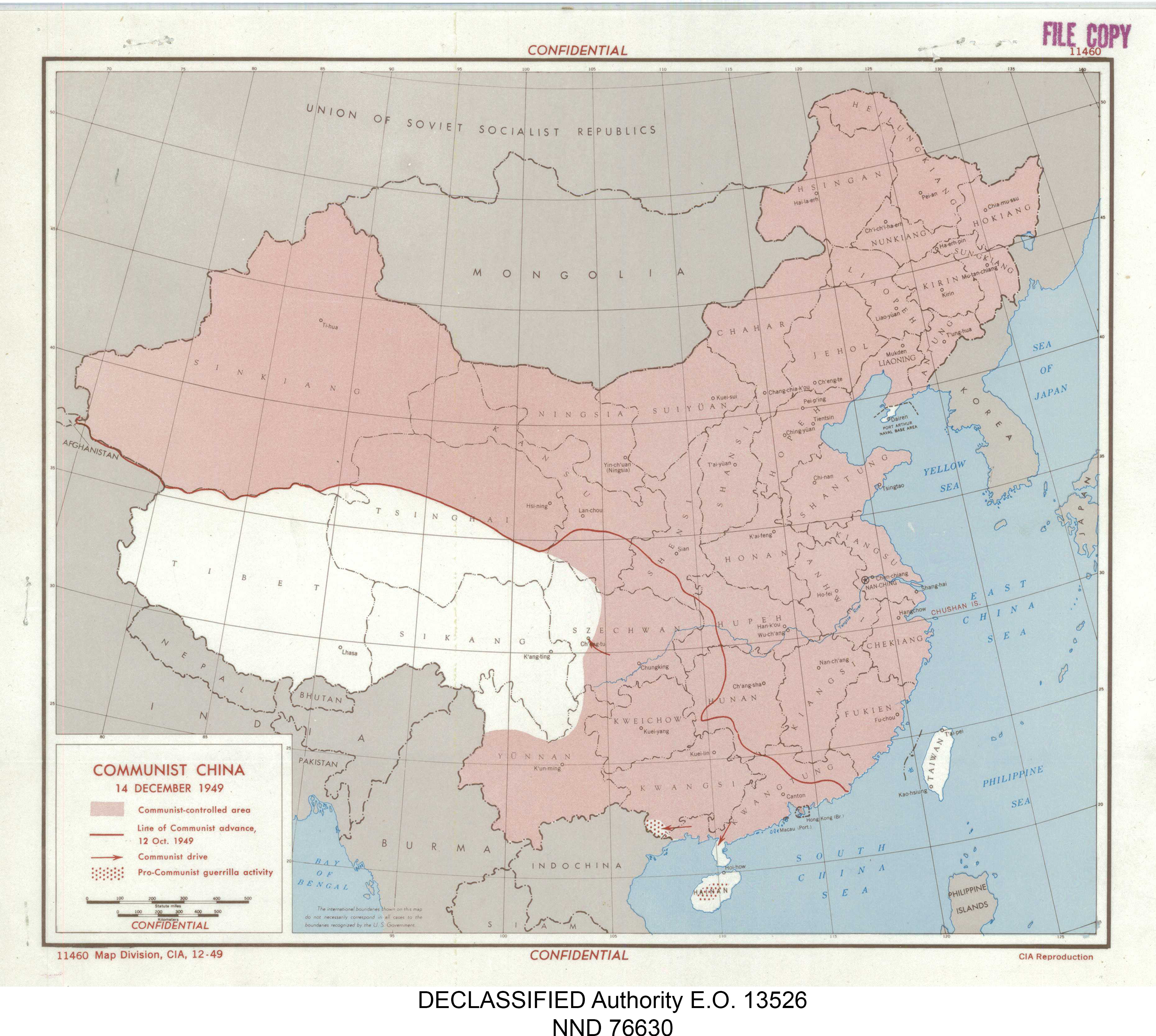
En décembre 1949, les communistes chinois contrôlaient toute la Chine continentale, à l'exception de la province de Hainan et, de facto du Tibet. (Carte de la CIA)

En 1895, lorsque la dynastie Qing fut vaincue par l'empire du Japon lors de la première guerre sino-japonaise, le pouvoir chinois dû céder l'île principale de Taïwan et les îles Penghu au rival nippon. À la fin de la Seconde Guerre mondiale, la république de Chine, qui avait renversé la dynastie Qing en 1911, reprit le contrôle de Taïwan en 1945 après la capitulation du Japon.
En parallèle, la guerre civile chinoise entre le Kuomintang (abrégé en KMT) dirigé par Tchang Kaï-chek et le Parti communiste chinois (PCC) dirigé par Mao Zedong, remonte au massacre de Shanghai en 1927. Ce massacre des communistes par les troupes nationalistes du KMT fut à l'origine d'insurrections communistes telles que le soulèvement de Nanchang et le soulèvement des récoltes d'automne. Par peur d'être détruit, le PCC fonde l'Armée rouge chinoise. Le premier affrontement majeur se produit durant l'Expédition du Nord, lorsque les deux partis étaient censés travailler ensemble pour renverser le gouvernement de Beiyang. L'objectif des deux factions était de soumettre les seigneurs de guerre du nord du pays. Ces affrontements brisent l'alliance des deux forces et met fin au Premier Front uni.
Le Kuomintang mène ensuite une série de campagnes d'encerclement contre les régions contrôlées par les communistes, forçant l'Armée rouge survivante à une retraite difficile vers le nord en direction de la région aride du Shaanbei. L'insistance de Tchang sur la purge des communistes continue malgré la menace japonaise croissante. Simultanément aux conflits internes, l'incident de Jinan en 1928, l'incident de Mukden en 1931 (déclenchant l'invasion japonaise de la Mandchourie) et l'incident de Shanghai en 1932) agitent les frontières. Cette tension mène à l'incident de Xi'an lorsque des officiers mécontents dirigés par Zhang Xueliang ont kidnappé Tchang et l'ont forcé à accepter un deuxième front uni avec les communistes contre les Japonais.
Les tensions et combats ont cependant perduré pendant la deuxième guerre sino-japonaise. Ce phénomène culmina lors d'un incident avec la Nouvelle Quatrième Armée au début de 1941. Durant cet incident, une force du KMT forte de 80 000 hommes tendit une embuscade à une division communiste de 9 000 hommes, tuant la plupart des officiers et soldats de cette dernière, prétextant que « les communistes avaient attaqué en premier »[réf. nécessaire].
La guerre civile entre les forces du KMT et du PCC, qui avait connu une certain pause pendant l'invasion japonaise, entre dans sa phase finale en 1945 après la capitulation japonaise. Les deux chefs communistes et nationalistes, Mao et Tchang, partagent des visions et objectifs différents pour le pays à la libération. Pour Mao, l'élimination de la « vieille société » dominée par des clans de riches oligarques mettrait fin à jamais au système féodal en Chine, encourageant et préparant le pays au socialisme et au communisme. Pour Tchang, l'élimination des seigneurs de guerre et opposants politiques étaient une priorité pour sa domination personnelle, sa Chine contrôlée par un gouvernement central. Comme en témoigne la politique de Chiang, et d'après ses propres mots : « [il] faut réprimer l'intérieur avant de résister à l'extérieur » (攘外必先安內).
Alors que Chiang s'appuyait largement sur l'aide étrangère des États-Unis sous la présidence de Harry Truman et du lobby de la diaspora chinoise, Mao bénéficiait du soutien de l'Union soviétique sous Joseph Staline, ainsi que du soutien populaire de la population rurale pauvre de Chine. L'unité idéologique du PCC et l'expérience acquise dans la guérilla contre les Japonais les ont préparés à la guerre populaire contre le Kuomintang. Bien que les forces de Chiang aient été bien équipées par les États-Unis, elles manquaient de leadership efficace, d’unité politique et de volonté suffisante[réf. nécessaire].
En 1946, les conflits entre le KMT et le PCC reprennent. Le cours de la guerre tournait avec la victoire communiste en Mandchourie, en réaction, Tchang conclut à la fin de 1948 qu'il doit évacuer à Taïwan. Déjà à la fin de 1948, il commence à expédier d'importants objets culturels et réserves financières de la Chine à Taïwan. En janvier 1949, Tchang-Kai-chek démissionne de la direction du KMT et est remplacé par son vice-président, Li Zongren. Li et Mao entament des négociations de paix, mais les nationalistes radicaux rejetèrent les demandes de Mao[réf. nécessaire]. Lorsque Li demanda un délai supplémentaire à la mi-avril 1949, l'Armée rouge chinoise — désormais appelée Armée populaire de libération — traversa le fleuve Yangtze et captura la capitale nationaliste Nanjing et la grande ville de Shanghai, plus tard Guangzhou, suivie de Chongqing puis de Chengdu. Mao proclame une nouvelle république à Pékin le 1er octobre. En même temps Tchang s'enfuit vers l'île de Taïwan, où environ 300 000 soldats ont déjà été transportés par avion.

## Fuite des forces

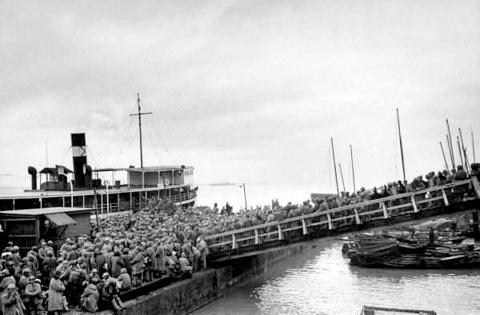
Soldats de l'armée nationaliste embarquant sur un navire pendant la retraite.

Le fondateur de la Future Chinese Cultural University, Chang Chi-yun, fut le premier à proposer de s'installer à Taïwan en 1948. Pendant 4 mois à partir d'août 1948, les dirigeants de la république de Chine ont transféré l'équipement et des hommes de l'armée de l'air à Taïwan.
Tchang envoie 26 navires de guerre de l'armée nationaliste sur l'île en prévention. L'assaut final des communistes contre les forces nationalistes débuta le 20 avril 1949 et se poursuivit jusqu'à la fin de l'été. En août, l'Armée populaire de libération dominait presque toute la Chine continentale ; les nationalistes ne détenaient que les îles de Taïwan et des Pescadores, certaines parties du Guangdong, du Fukien, du Zhejiang et quelques régions de l'extrême ouest de la Chine.
Le directeur de l'Institut d'histoire et de philologie, Fu Ssu-nien, fut le fer de lance d'une campagne visant à persuader les chercheurs de fuir vers Taïwan et d'apporter des livres et des documents. Des institutions et des collèges comme l'Academia sinica, le Musée national du Palais, l'Université nationale Tsing Hua, l'Université nationale Chiao Tung, l'Université Soochow, l'Université catholique Fu Jen et le lycée Saint-Ignace ont été transférés à Taïwan.
Au total, selon les estimations actuelles, une migration fut de 900 000 et 1 100 000 personnes vers Taïwan entre 1945 et 1955. La population de l'île antérieur à ce mouvement de population est estimée à 6 500 000 habitants au moment de la fuite. Parmi eux, une petite minorité japonaise, soit environ 500 000 personnes, fut pour la plupart rapatriée en 1946. Le nombre d'immigrants n'est cependant pas connu avec certitude, car aucun recensement précis n'a été effectué avant ou pendant la domination japonaise. Le recensement de 1956 dénombre 640 000 migrants civils en provenance du continent. Les chiffres pour les militaires demeurent inconnus, cependant des documents taïwanais retrouvés bien plus tard dénombrent 580 000 soldats. A l'époque, les services de renseignements américains avaient estimé ce nombre à 450 000. De plus, certains membres de l’armée ont été démobilisés avant 1956 et sont donc inclus dans les deux chiffres, tandis que d’autres ont été enrôlés localement et n’étaient pas des immigrants. Il est à noter que des estimations supérieures allant jusqu'à deux ou trois millions d'immigrants sont couramment trouvées dans des publications plus anciennes. Une immigration d’une ampleur similaire a eu lieu à Hong Kong à la même époque.

## Argent et artefacts

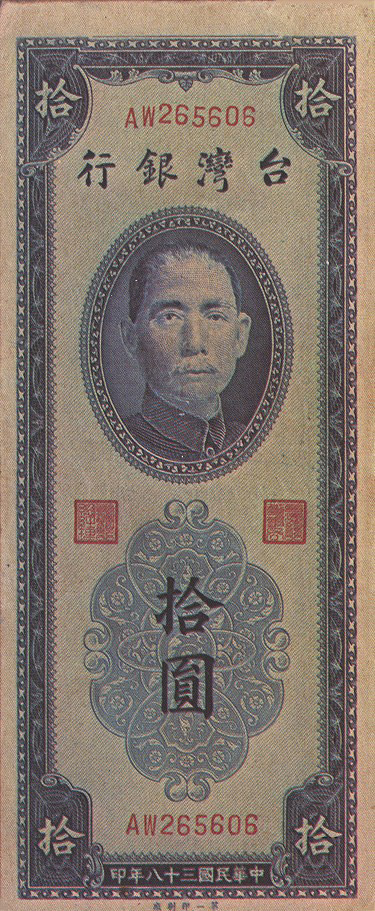
Le nouveau dollar de Taïwan a été émis pour la première fois en 1949

Alors que les nationalistes vaincus s'enfuyaient à Taïwan, les forces nationalistes pillèrent la Chine de ses actifs liquides, notamment de l'or, de l'argent et des réserves en dollars du pays.
Tchang-kai Chek mena sous ses ordres directes, une opération secrète pour s'emparer des réserves d'or avant l'évacuation. Seul le père de Tchang, qui était le chef des finances militaires du gouvernement du KMT, était au courant des dépenses et du transfert de l'or vers Taïwan. Pour ne laisser aucune trace, presque tous les ordres de Tchang furent donnés verbalement. Wu Sing-Yung déclara que même le ministre des Finances n'avait aucun pouvoir sur les dépenses finales et les transferts. Les documents écrits ont été conservés comme secret militaire au palais présidentiel de Taipei, les archives déclassifiées ne sont devenues accessibles au public que plus de 40 ans après la mort du dirigeant en avril 1975. Il est largement admis que l’or apporté à Taïwan a été utilisé pour jeter les bases de l’économie et du gouvernement taïwanais. Utilisant ces réserves pour reconstruire l'économie et s'enrichir, la république de Chine mène de nouvelles politiques économiques. On estime alors que 800 000 taels d’or ont été utilisés pour stabiliser l’économie qui souffrait d’ hyperinflation depuis 1945. Cependant, selon un mémoire écrit par Zhou Hong-tao, un aide de camp de longue date de Tchang, l'or fut consommé très rapidement après avoir été amené à Taïwan et en moins de deux ans, 80 % était déjà consommé pour les fonds et les provisions des troupes.
Dans son ensemble, la guerre civile a eu un impact immense sur le peuple chinois. L'historien Jonathan Fenby avance que « l'hyperinflation [pendant la guerre civile chinoise] a miné la vie quotidienne et ruiné des dizaines de millions de personnes, entravées par une base fiscale médiocre, des dépenses militaires accrues et une corruption généralisée ».

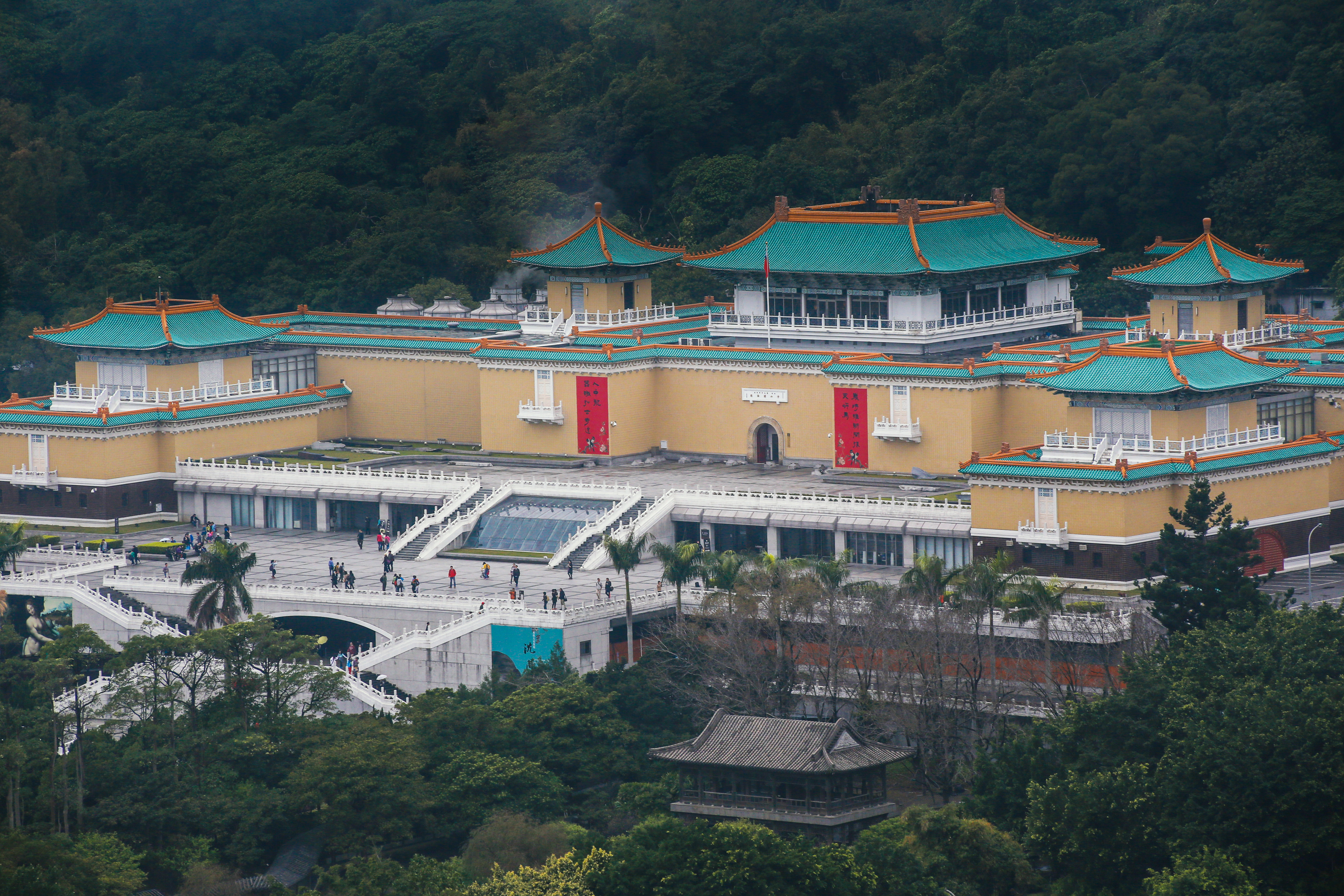
Le musée national du Palais de Taipei, Taïwan.

Le KMT s'est également retiré avec des objets conservés principalement au Musée national du Palais à Taipei, à Taïwan. Le Musée national du palais affirme qu'en 1948, alors que la Chine traversait sa guerre civile, le directeur exécutif Chu Chia-hua et d'autres ( Wang Shijie, Fu Ssu-nien, Xu Hong-Bao Li Ji et Han Lih-wu) ont discuté de l'expédition de chefs-d'œuvre à Taiwan pour la sécurité des artefacts. D'autres institutions, comme le musée du Henan, ont également évacué leurs collections de reliques culturelles à Taïwan pendant la guerre.
Le plan n'a pas été entièrement mis en œuvre ni achevé en raison du manque d'espace dans les cabines des navires et des opinions divergentes sur la relocalisation des objets à Taïwan,. Certains historiens pensent que Taïwan fait toujours partie du territoire souverain chinois et que la relocalisation n'est donc pas un problème.

## Actions militaires de la ROC
Durant leur fuite, les forces du Kuomintang ont tenté de détruire des sites industriels, mais les ouvriers ont réussi à les arrêter à de nombreux endroits.
Depuis Taïwan, l'armée de l'air a tenté de bombarder les villes continentales de Shanghai et de Nankin, mais sans effet. Les forces terrestres cherchèrent à retourner sur le continent, mais n'eurent pas de succès à long terme. Les forces communistes ont conservé le contrôle de toute la Chine, à l’exception de Taïwan.

## Projets de reconquête de la Chine continentale
À l'origine, la république de Chine prévoyait de reconquérir le continent. Après la retraite à Taïwan, Tchang Kai-Chek établit une dictature sur l'île avec d'autres dirigeants nationalistes et commence à élaborer des plans pour envahir le continent. Pour cela, le président fit concevoir un plan top secret appelé Projet Gloire nationale ou Projet Guoguang. L'offensive prévue impliquait 26 opérations, dont des invasions terrestres et des opérations spéciales derrière les lignes ennemies. Il avait été demandé au fils du président, Chiang Ching-kuo, d'élaborer un plan de raids aériens sur les provinces du Fujian et du Guangdong. Si l'opération avait eu lieu, elle aurait été la plus grande invasion maritime de l’histoire.

### Contexte du projet National Glory

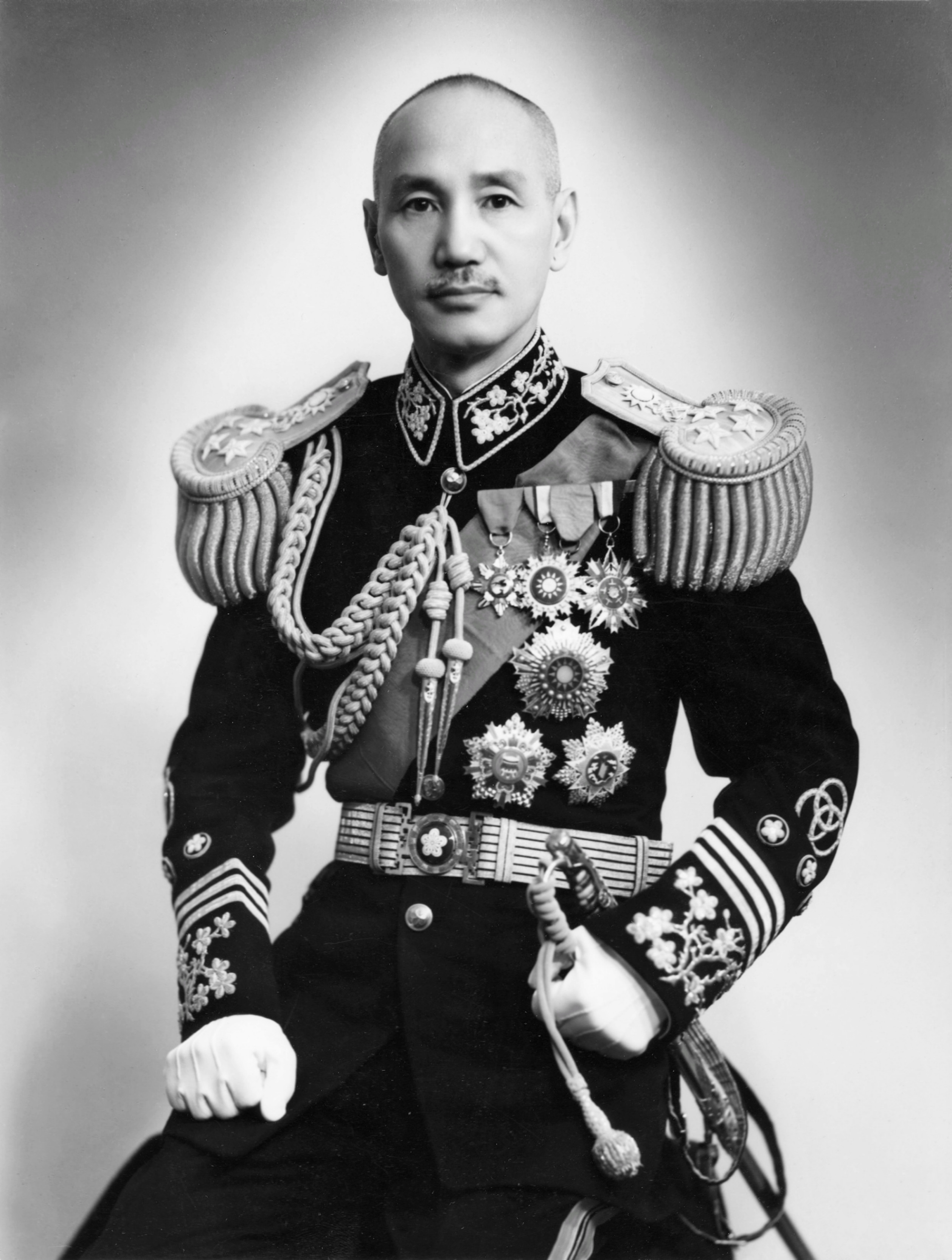
Tchang Kaï-chek (1952).

Les années 1960 ont vu le « Grand Bond en avant » en Chine continentale conduire à des famines catastrophiques et à des millions de morts. Cependant, ils ont vu aussi se réaliser d'important progrès comme le développement éventuel d'armes nucléaires. Malgré la bombe, et constatant la crise causée par la famine, le président Tchang-Kai-Chek vit une opportunité pour lancer une reconquête de la Chine continentale.
À cette époque, les États-Unis se battaient parallèlement dans la Guerre du Viêt Nam. Pour que le projet Gloire nationale réussisse, Tchang savait qu’il avait besoin de l’aide militaire américaine. Il a ainsi proposé d’aider les Américains à combattre la guerre du Vietnam en échange d’un soutien américain propice à la reprise de son territoire perdu. Malgré le refus américain, Tchang poursuivit les préparatifs et a continué à mettre en œuvre son plan visant à reprendre le territoire perdu.
En 1965, les plans de Tchang furent menés à bien. Ses généraux et amiraux planifiaient des dates possibles de déploiement tandis que les soldats et les officiers de terrain se préparaient à la bataille.

### Chronologie
- 1er avril 1961 : Avènement du Projet National Glory. Le projet a été construit par l'armée de la république de Chine en collaboration avec le ministère de la Défense nationale dans la ville de Sanxia, comté de Taipei (aujourd'hui un district de la nouvelle ville de Taipei ). Le lieutenant général de l'armée Zhu Yuancong a assumé le rôle de gouverneur et a officiellement lancé le projet d'élaborer un plan d'opérations prudent pour récupérer les territoires perdus en Chine continentale. Des informations ont été révélées selon lesquelles des membres de l'armée ont commencé à élaborer une éventuelle alliance avec les troupes américaines pour attaquer la Chine continentale.

- Avril 1964 : Au cours de cette année, Tchang-kai-Chek a aménagé un ensemble d'abris antiaériens et cinq bureaux militaires au bord du lac Cihu. Ces ensembles servaient de centre de commandement secret. À la suite de la mise en place du Projet Gloire Nationale, plusieurs sous-plans ont été mis en place. Les forces armées des États-Unis et le ministère de la Défense américain, ainsi que le département d'État, se sont fermement opposés au projet Gloire nationale, rejetant le plan taïwanais visant à reprendre la Chine continentale. Ainsi, chaque semaine, les troupes américaines vérifiaient l'inventaire des véhicules de débarquement amphibies du Corps des fusiliers marins de la république de Chine utilisés par l'armée et ordonnaient aux membres du groupe consultatif militaire américain de survoler le camp du Projet Gloire nationale pour effectuer des missions de reconnaissance. Ces survols rendirènt Tchang Kaï-chek furieux.

- 17 juin 1965 : Tchang visite l'Académie militaire de la république de Chine pour réunir tous les officiers de niveau intermédiaire et supérieur afin de concevoir et de lancer la contre-attaque.

- 24 juin 1965 : Au moins dix soldats meurent lors d'un exercice d'entraînement visant à simuler une attaque communiste sur d'importantes bases navales dans le sud de Taïwan, près du district de Zuoying. La mer agitée avait renversée cinq péniches de débarquement. Les décès survenus lors de cet événement furent les premiers du Projet Gloire Nationale[13],[16].

- 6 août 1965 : un torpilleur de la marine de l'Armée populaire de libération a tendu une embuscade et noyé 200 soldats alors que le navire de guerre de la marine, le Zhangjiang, effectuait une mission d'espionnage consistant à transporter des forces spéciales à proximité de l'île côtière de Dongshan, dans l'est de la Chine continentale.

- Novembre 1965 : Tchang ordonne à deux autres navires de guerre, le CNS Shan Hai et le CNS Lin Huai, de récupérer les soldats blessés des îles de Magong et Wuqiu au large de Taïwan. Les navires ont été attaqués par 12 navires de la RPC, le Lin Huai a coulé et environ 90 soldats et marins ont été tués au combat. Surpris par les lourdes pertes en vies humaines lors de la bataille navale de Magong, Tchang abandonna tout espoir pour le projet Gloire nationale.

Après plusieurs invasions simulées infructueuses entre août 1971 et juin 1973 et un coup d'État en 1973 à Pékin, Tchang décide d'annuler toutes les fausses attaques ultérieures et à commencer les opérations de débarquement complètes. Cela dit, selon le général Huang Chih-Chung, qui était colonel de l'armée à l'époque et qui participait au processus de planification, Tchang Kai-Chek n'a jamais complètement abandonné le désir de reconquérir la Chine ; « même après sa mort (en 1975), il espérait toujours que la situation internationale changerait et que les communistes seraient un jour anéantis ».

### Échec et déplacement de l'attention vers la modernisation
L’échec du projet Gloire nationale de Chiang a changé le cours de l’histoire chinoise et taïwanaise, altérant à jamais les relations transdétroit. Par exemple, les Taïwanais « ont déplacé leur attention vers la modernisation et la défense de Taïwan au lieu de préparer Taïwan à reprendre la Chine », a déclaré Andrew Yang, politologue spécialisé dans les relations entre Taïwan et la Chine. Le fils de Tchang, Tchang Ching-Kuo, qui lui succède à la présidence, s'est attaché à maintenir la paix entre la Chine continentale et Taiwan. Aujourd'hui encore, les relations politiques entre Taiwan et la Chine ont changé ; comme l'a dit le général Huang, « J'espère que cela se développera pacifiquement... Il n'y a pas besoin de guerre ».

## Réforme du Kuomintang

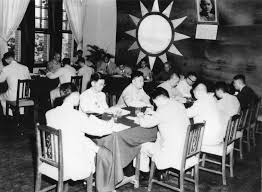
En août 1950, le KMT a tenu sa première réunion du Comité central de réforme pour lancer les réformes du parti. (1950)

Drapeau du parti et emblème du Kuomintang ; basé sur le ciel bleu avec un soleil blanc, qui apparaît également dans le drapeau de la république de Chine.

Au départ, le parti considérait les écoles publiques comme un instrument nécessaire d’assimilation et de construction nationale. Les écoles privées, considérées comme une concurrence indésirable, avaient donc été supprimées. Cependant, lorsque les besoins en matière d’éducation sur l’île ont commencé à dépasser les ressources du gouvernement, le parti a réévalué son approche. À partir de 1954, les écoles privées furent non seulement tolérées mais soutenues par un financement public. Simultanément, des mesures ont été prises pour garantir l'obéissance des écoles privées, notamment en garantissant la présence de représentant du parti au sein des conseils scolaires et en adoptant des lois strictes pour contrôler le contenu politique des programmes.

## Héritage
Bien que l’opinion généralement admise soit que le KMT contrôlait légalement Taïwan à partir de la rétrocession de Taïwan en 1945 (à la suite de la capitulation du Japon ), certains s’opposent à ce point de vue.
Selon un article de 1955, « Tchang Kai-Chek a été accusé de n'avoir aucune prétention sur l'île parce qu'il n'est qu'un « simple fugitif y cantonnant son armée » et qu'en outre, son gouvernement est en exil. »  Pour empirer la crise de légitimité, le traité de San Francisco, signé officiellement par 48 nations le 8 septembre 1951, ne précise pas à qui le Japon cède Taïwan et Penghu. Malgré cela, la république de Chine était considérée par la grande majorité des États de l’époque comme le représentant légitime de la Chine, puisqu’elle avait succédé à la dynastie Qing, tandis que la république populaire de Chine était à l’époque un État non reconnu par la communauté internationale. Au moment de la signature du traité de San Francisco, le Japon était encore techniquement sous occupation américaine. Après l'indépendance totale, le Japon a établi des relations complètes avec la république de Chine et non avec la république populaire de Chine.
Selon le professeur Gene Hsiao, « dans la mesure où le traité de paix de San Francisco et le traité de Taipei ne précisaient pas à qui le Japon cédait Taïwan et les Pescadores, la position américaine impliquait légalement, et dans la mesure où les signataires de ces deux traités étaient concernés, que Taïwan devenait une île « sans propriétaire » et que le KMT, de par son propre consentement à la politique américaine, soit un gouvernement étranger en exil. » .

## Conséquences
Une fois qu'il est devenu évident qu'un plan de reconquête ne pouvait pas être réussi, l'attention nationale de la république de Chine s'est déplacée vers la modernisation et le développement économique de Taïwan. Après l'échec du plan de contre-attaque sur le continent, le Kuomintang a commencé le processus de localisation sous la direction de Chiang Ching-kuo. La république de Chine continue aujourd'hui encore de revendiquer officiellement la souveraineté exclusive sur la Chine continentale désormais gouvernée par le PCC,. Cependant, après la démocratisation de Taïwan dans les années 1990, le président Lee Teng-hui a affirmé que la souveraineté de la république de Chine ne s'étendait qu'à Taïwan. Depuis 2004, la république de Chine a officiellement cessé d'utiliser les cartes et les codes de régions administratives liés à la Chine continentale, la version actuelle de la Taiwan Complete Map n'inclut que la zone de Taiwan.

### Lectures complémentaires
- (zh) Sing-yung Wu, 父親的黃金秘密, Outskirts Press,‎ 2021 (ISBN 978-1-9772-4386-7)
- Westad, Odd Arne. Restless empire: China and the world since 1750 (2012) Online free to borrow